# Kyčera (Slezské Beskydy)
Kyčera (polsky Kiczory, 990 m n. m.) je zalesněná hora v západní části Slezských Beskyd. Leží asi 5,5 km severovýchodně od Jablunkova na česko-polské státní hranici. Česká část leží na území okresu Frýdek-Místek (Moravskoslezský kraj), polská v okrese Cieszyn (Slezské vojvodství). Kyčera je druhou nejvyšší horou (po Velké Čantoryji) pásma Čantoryje. Je budována hrubozrnnými pískovci hnědé barvy, které obsahují velké množství křemene, ortoklasu a sideritu. Na hřebeni mezi Kyčerou a Trkavicí se nacházejí skalní výchozy. Vrchol hory pokrývají bukové a smrkové lesy. Na českých svazích hory leží přírodní rezervace Plenisko.)
Přes vrchol Kyčery prochází pěší turistická Hlavní beskydská magistrála. Z vrcholu je výhled na celé Slezské Beskydy.

## Přístup
- – po červené ze sedla Kubalonka – 1.35 hod., zpět 1.25 hod.,
- – po zelené z obce Jistebná přes Sałasz Dupne – 2.00 hod., zpět 1.30 hod.,
- – po žluté z obce Javořinka přes osadu Jasnovice – 4.50 hod., zpět 4.00 hod.,
- – po červené z Velkého Stožku – 0.25 hod., zpět 0.25 hod.,
- – z obce Visla Hlubce (Głębce) – 2.00 hod., zpět 1.30 hod.